# Karl-Heinz Becker (Politiker)
Karl-Heinz Becker (* Januar 1929; † 29. Mai 2019 in Wiesbaden) war ein Kommunalpolitiker der SPD. Er wohnte zuletzt in Wiesbaden.

## Werdegang
1963 wurde Becker Bürgermeister in Herborn und blieb bis 1972 in diesem Amt. Becker war von 1972 bis Ende 1976 als Nachfolger von Herbert Günther der letzte Landrat des Untertaunuskreises vor dem Zusammenschluss mit dem Rheingaukreis zum Rheingau-Taunus-Kreis am 1. Januar 1977. In der Folge nahm er als Staatsbeauftragter des Landes Hessen die Aufgaben eines Landrats für den neugeschaffenen Landkreis sechs Monate lang kommissarisch wahr, bis nach den Kommunalwahlen in Hessen 1977 und nach der Niederlage bei der Landratswahl im neugebildeten Kreistag am 20. Juni 1977 sein Konkurrent Heribert Märten (CDU) am 1. Juli 1977 in das Amt eingeführt wurde. 
Der Sozialdemokrat hielt den Zusammenschluss der Landkreise aufgrund ihrer „strukturellen und mentalen Unterschiede“ für falsch und intervenierte bei Ministerpräsident Albert Osswald und Innenminister Hanns-Heinz Bielefeld entsprechend, wenn auch vergeblich. Der Not gehorchend trat er in die anstehenden Abstimmungsgespräche ein und führte diese zum Erfolg, den er als staatsbeauftragter Landrat nur noch kurze Zeit weiterführen konnte.
In der folgenden Zeit übernahm Karl-Heinz Becker ganz unterschiedliche Aufgaben bei der Evangelischen Kirche in Hessen und Nassau, beim Landeswohlfahrtsverband Hessen und bei den Kliniken des Kreises.